# IC 2145
IC 2145 је емисиона маглина у сазвјежђу Златна риба која се налази на листи објеката дубоког неба у Индекс каталогу.
Деклинација објекта је - 69° 40' 17" а ректасцензија 5h 40m 23,9s. IC 2145 је још познат и под ознакама ESO 57-EN18.